# Пхогат, Гита
Гита Пхогат (хинди गीता फोगाट, англ. Geeta Phogat; род. 15 декабря 1988 года) — первая индийская женщина-борец, прошедшая квалификацию на Олимпийские игры. Также первая индианка, выигравшая золотую медаль на международных соревнованиях по борьбе. Награждена индийской премией Арджуна за стабильно высокие спортивные достижения. По её биографии снят фильм «Дангал».

## Биография
Гита родилась 15 декабря 1988 года в деревне Балали, округ Бхивани, штат Харьяна.
Её родители — бывший член сборной Индии по борьбе Махавир Сингх Пхогат и его жена Дая.
У Гиты есть младший брат и три сестры: Бабита, Риту и Сангита. Её отец также взял под опеку двух дочерей своего погибшего брата: Винеш и Приянку.
Гита и её сестра Бабита получили степень бакалавра в государственном колледже Бхивани для девочек.
Махавир начал тренировать дочь с 12 лет, со временем к тренировкам были подключены все остальные его дети.
Это начинание подверглось осуждению со стороны местных жителей, считающих, что борьба — это не женское дело, и сёстры Пхогат не смогут из-за этого выйти замуж.
Поскольку в округе больше не было девушек-борцов, для тренировки сёстрам приходилось бороться с юношами.
Критика односельчан прекратилась только после первых серьёзных побед. Гита выиграла три чемпионата Азии среди кадетов подряд в 2003—2005 годах и чемпионат Азии среди юниоров в 2007.
В 2009 году она заработала золото на Чемпионате Содружества наций по борьбе в Джаландхаре, а в следующем — на Играх Содружества в Дели.
В том же году она приняла участие в Чемпионате Азии в Дели, где заняла 9 место, и Азиатских играх, где проиграла в четвертьфинале спортсменке из КНДР.
В 2011 году Гита выступила на чемпионатах Азии и мира, заняв на обоих восьмое место.
В 2012 выиграла бронзу на Чемпионате Азии в Куми.
В том же году она прошла квалификацию на Олимпиаду в Лондоне, победив на Азиатском отборочном турнире в Алма-Ате и став тем самым первой индийской женщиной-борцом на Олимпийских играх.
Однако на соревнованиях она в первой же схватке уступила канадке Тоне Вербик, заняв по итогам зачёта 13 место.
Ещё одну бронзовую медаль Гита заработала на Чемпионате мира, выиграв в поединке за третье место у украинки Натальи Синишин.
В следующем году Гита перешла из категории «до 55 кг» в «до 59 кг». В этом весе она заняла второе место на ежегодном турнире памяти Дейва Шульца и пятое на соревнованиях Кубка мира в Улан-Баторе.
На Чемпионате Азии 2015 года ею была завоёвана бронза.
В 2016 году она проиграла в Pro Wrestling League начинающей спортсменке Сакши Малик.
Позже Малик заняла место Гиты в индийской сборной на Олимпиаде в Рио-де-Жанейро.
В ноябре 2016 года Гита вышла замуж за индийского борца Павана Кумара, с которым она на данный момент воспитывает их общего сына.